# Островитянов, Константин Васильевич
Константи́н Васи́льевич Острови́тянов (18 [30] мая 1892, село Бычки, Тамбовская губерния — 9 февраля 1969 года, Москва) — советский экономист и общественный деятель.

## Биография
Родился в семье сельского священника. В 1912 окончил Тамбовскую духовную семинарию. В том же году поступил в Киевский коммерческий институт, через год перевёлся в Московский коммерческий институт, который окончил в 1917. С 1914 член РСДРП, большевик.
Работал секретарём заводского комитета, заведующим отделом народного образования, секретарём райкома.
С конца 1921 перешёл на научно-педагогическую работу. В 1928 в соавторстве с И. А. Лапидусом подготовил и опубликовал первый в стране фундаментальный вузовский двухтомный учебник политической экономии. В 1930—1940 годах преподавал в МФЭИ.
Доктор экономических наук (1936). Профессор, заведующий кафедрой политэкономии экономического факультета МГУ (1943—1953).
Председатель Экспертной комиссии по политэкономии Комитета по делам высшей школы при СНК СССР.
Директор Института экономики АН СССР (1947—1953). Главный редактор журнала «Вопросы экономики» (1948—1954), «Вестник АН СССР» (1953—1963).
Кандидат в члены ЦК КПСС (1952—1961). Вместе с Д. Т. Шепиловым возглавил группу авторов и редакторов учебника «Политическая экономия» (1954), написанного в соответствии с указаниями И. В. Сталина.
Председатель бюро Научного совета по проблеме «Экономические закономерности развития социализма и его перерастания в коммунизм» (1966—1967).
Академик (23 октября 1953, чл.-корр. 28 января 1939), вице-президент (1953—1962), член президиума (1953—1963) АН СССР. Действительный член Чехословацкой АН (c 1957 г.). Иностранный член многих зарубежных академий, почётный доктор и профессор ряда отечественных и зарубежных университетов. Главный редактор трёхтомной «Истории Академии наук СССР» (1960—1969). Опубликовал более 300 научных работ.
Похоронен в Москве на Новодевичьем кладбище (6 участок 22 ряд).
В честь Островитянова в Москве и Тамбове названы улицы.

Могила Островитянова на Новодевичьем кладбище Москвы.

## Труды
Книги
- Политическая экономия в связи с теорией советского хозяйства (ч. 1—2, 1926; 7-е изд., 1932; совм. с И. А. Лапидусом)
- Очерк экономики докапиталистических формаций. М., 1945.
- Политическая экономия (1954, редактор)
- Думы о прошлом. Из истории первой русской революции, большевистского подполья и октябрьских боёв против контрреволюции в Москве. — М.: Наука, 1967. — 315 с.
- Избранные произведения
  - Т. 1. Политическая экономия досоциалистических формаций. — М., 1972.
  - Т. 2. Вопросы политической экономии социализма. — М., 1973.

Статьи
- Сталин — создатель политической экономии социализма // Иосифу Виссарионовичу Сталину Академия наук СССР. — М.: Изд-во АН СССР, 1949.